# جزیره استورج
جزیره استورج (انگلیسی: Sturge Island) یکی از سه جزیزه جزایر بالنی در اقیانوس منجمد جنوبی است که ۳۷ کیلومتر طول، ۱۲ کیلومتر عرض و ۴۳۷٫۲ کیلومتر مربع مساحت دارد.